# Simac Ladies Tour 2021
La 23e édition du Simac Ladies Tour a lieu du 24 au 29 août 2021. Elle fait partie de l'UCI World Tour.
Le prologue est remporté par Marianne Vos. Sur la première étape, un duo d'échappée se dispute la victoire quatre secondes devant le peloton. Alison Jackson gagne. Marlen Reusser remporte le contre-la-montre et prend la tête du classement général. Le lendemain, une chute massive dans le final influe l'issue de l'étape. Lonneke Uneken se montre la plus rapide du petit groupe de tête. Les conditions météo difficiles transforme la quatrième étape en course par élimination. Finalement, Marianne Vos, Katarzyna Niewiadoma et Chantal van den Broek-Blaak se disputent la victoire. La première lève les bras mais Chantal van den Broek-Blaak devient la nouvelle leader. Marianne Vos s'impose une nouvelle fois, au sprint cette fois, dans l'ultime étape. Au classement général, Chantal van den Broek-Blaak inscrit son nom au palmarès devant Marlen Reusser et Ellen van Dijk. Marianne Vos gagne le classement par points, Anouska Koster celui de la meilleure grimpeuse,  Pfeiffer Georgi  est la meilleure jeune et SD Worx la meilleure équipe.

## Parcours
Le parcours comporte un prologue et un contre-la-montre. Les autres étapes sont quasiment plates. Seule la quatrième étape comporte une courte côte.

## Équipes
| UCI Women's WorldTeams (9)- Alé BTC Ljubljana - Canyon-SRAM Racing - FDJ-Nouvelle Aquitaine-Futuroscope - Liv Racing - Movistar Team - Team BikeExchange - Team DSM - SD Worx - Trek-Segafredo Équipes féminines continentales (7)- Ceratizit-WNT Pro Cycling - Lotto Soudal Ladies - Valcar-Travel & Service - Parkhotel Valkenburg - GT Krush Tunap - Jumbo-Visma - NXTG Racing |
| |

## Favorites
Le parcours plat avantage les sprinteuses. La principale est Lorena Wiebes. Emma Norsgaard est sa principale concurrente. On compte également Chloe Hosking et Kirsten Wild au départ.

## Étapes
| Étape     | Date    | Villes étapes        | type                        | Distance (km) | Vainqueur d'étape | Leader du classement général |
| --------- | ------- | -------------------- | --------------------------- | ------------- | ----------------- | ---------------------------- |
| Prologue  | 24 août | Ede – Ede            | prologue                    | 2,4           | Marianne Vos      | Marianne Vos                 |
| 1re étape | 25 août | Zwolle – Hardenberg  | étape de plaine             | 134,4         | Alison Jackson    | Alison Jackson               |
| 2e étape  | 26 août | Gennep – Gennep      | contre-la-montre individuel | 22,2          | Marlen Reusser    | Marlen Reusser               |
| 3e étape  | 27 août | Stramproy – Weert    | étape de plaine             | 125,9         | Lonneke Uneken    | Marlen Reusser               |
| 4e étape  | 28 août | Geleen – Sweikhuizen | étape vallonnée             | 148,9         | Marianne Vos      | Chantal van den Broek-Blaak  |
| 5e étape  | 29 août | Arnhem – Arnhem      | étape de plaine             | 150,3         | Marianne Vos      | Chantal van den Broek-Blaak  |

## Déroulement de la course

### Prologue

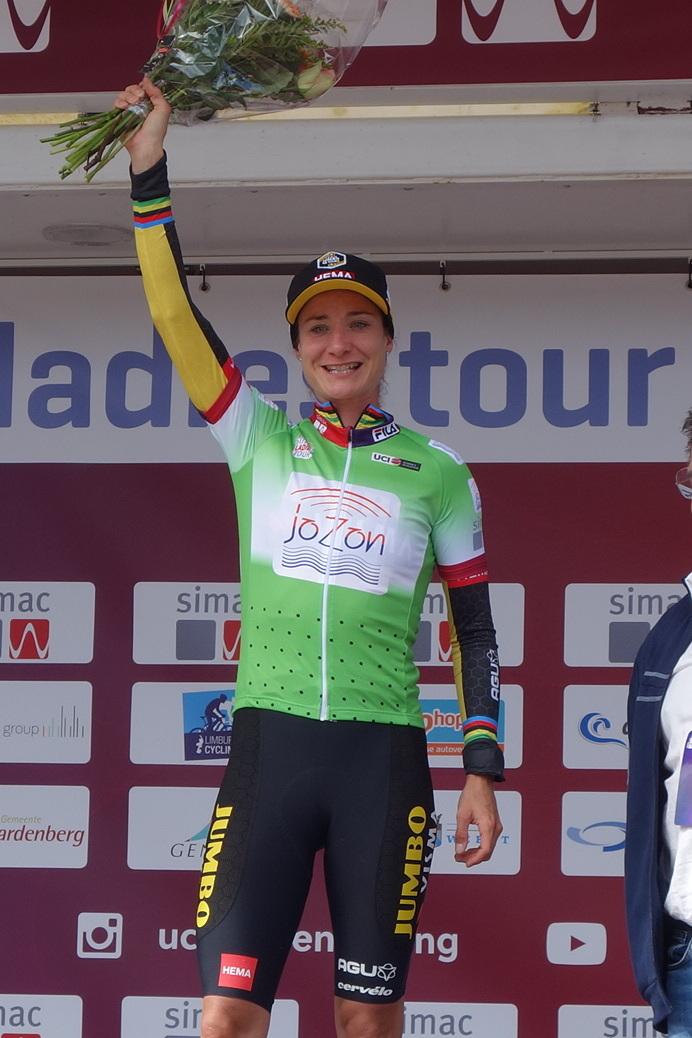
Marianne Vos remporte le prologue

Marianne Vos s'impose. Elle dit avoir reconnu le parcours au préalable. Elle devance Ellen van Dijk et Cecilie Uttrup Ludwig.
| \| Classement de l'étape \| Classement de l'étape \| Classement de l'étape \| Classement de l'étape \| Classement de l'étape \| \| Coureuse \| Coureuse \| Pays \| Équipe \| Temps \| \| --------------------- \| --------------------- \| --------------------- \| ---------------------------------- \| --------------------- \| \| 1re \| Marianne Vos \| Pays-Bas \| Jumbo-Visma Women Team \| 3 min 01 s \| \| 2e \| Ellen van Dijk \| Pays-Bas \| Trek-Segafredo \| + 5 s \| \| 3e \| Cecilie Uttrup Ludwig \| Danemark \| FDJ-Nouvelle Aquitaine-Futuroscope \| + 6 s \| \| 4e \| Lonneke Uneken \| Pays-Bas \| SD Worx \| + 6 s \| \| 5e \| Lorena Wiebes \| Pays-Bas \| Team DSM \| + 7 s \| \| 6e \| Christine Majerus \| Luxembourg \| SD Worx \| + 7 s \| \| 7e \| Elisa Balsamo \| Italie \| Valcar-Travel & Service \| + 8 s \| \| 8e \| Lisa Klein \| Allemagne \| Canyon-SRAM Racing \| + 8 s \| \| 9e \| Barbara Guarischi \| Italie \| Movistar Team \| + 8 s \| \| 10e \| Charlotte Kool \| Pays-Bas \| NXTG Racing \| + 8 s \| |                       |            |                                    |            |
| |                       |            |                                    |            |
| Source : ProCyclingStats |                       |            |                                    |            |
| Classement de l'étape |                       |            |                                    |            |
| Coureuse | Coureuse              | Pays       | Équipe                             | Temps      |
| 1re | Marianne Vos          | Pays-Bas   | Jumbo-Visma Women Team             | 3 min 01 s |
| 2e | Ellen van Dijk        | Pays-Bas   | Trek-Segafredo                     | + 5 s      |
| 3e | Cecilie Uttrup Ludwig | Danemark   | FDJ-Nouvelle Aquitaine-Futuroscope | + 6 s      |
| 4e | Lonneke Uneken        | Pays-Bas   | SD Worx                            | + 6 s      |
| 5e | Lorena Wiebes         | Pays-Bas   | Team DSM                           | + 7 s      |
| 6e | Christine Majerus     | Luxembourg | SD Worx                            | + 7 s      |
| 7e | Elisa Balsamo         | Italie     | Valcar-Travel & Service            | + 8 s      |
| 8e | Lisa Klein            | Allemagne  | Canyon-SRAM Racing                 | + 8 s      |
| 9e | Barbara Guarischi     | Italie     | Movistar Team                      | + 8 s      |
| 10e | Charlotte Kool        | Pays-Bas   | NXTG Racing                        | + 8 s      |

| \| Classement général \| Classement général \| Classement général \| Classement général \| Classement général \| \| Coureuse \| Coureuse \| Pays \| Équipe \| Temps \| \| ------------------ \| --------------------- \| ------------------ \| ---------------------------------- \| ------------------ \| \| 1re \| Marianne Vos \| Pays-Bas \| Jumbo-Visma Women Team \| 3 min 01 s \| \| 2e \| Ellen van Dijk \| Pays-Bas \| Trek-Segafredo \| + 5 s \| \| 3e \| Cecilie Uttrup Ludwig \| Danemark \| FDJ-Nouvelle Aquitaine-Futuroscope \| + 6 s \| \| 4e \| Lonneke Uneken \| Pays-Bas \| SD Worx \| + 6 s \| \| 5e \| Lorena Wiebes \| Pays-Bas \| Team DSM \| + 7 s \| \| 6e \| Christine Majerus \| Luxembourg \| SD Worx \| + 7 s \| \| 7e \| Elisa Balsamo \| Italie \| Valcar-Travel & Service \| + 8 s \| \| 8e \| Lisa Klein \| Allemagne \| Canyon-SRAM Racing \| + 8 s \| \| 9e \| Barbara Guarischi \| Italie \| Movistar Team \| + 8 s \| \| 10e \| Charlotte Kool \| Pays-Bas \| NXTG Racing \| + 8 s \| |                       |            |                                    |            |
| |                       |            |                                    |            |
| Source : ProCyclingStats |                       |            |                                    |            |
| Classement général |                       |            |                                    |            |
| Coureuse | Coureuse              | Pays       | Équipe                             | Temps      |
| 1re | Marianne Vos          | Pays-Bas   | Jumbo-Visma Women Team             | 3 min 01 s |
| 2e | Ellen van Dijk        | Pays-Bas   | Trek-Segafredo                     | + 5 s      |
| 3e | Cecilie Uttrup Ludwig | Danemark   | FDJ-Nouvelle Aquitaine-Futuroscope | + 6 s      |
| 4e | Lonneke Uneken        | Pays-Bas   | SD Worx                            | + 6 s      |
| 5e | Lorena Wiebes         | Pays-Bas   | Team DSM                           | + 7 s      |
| 6e | Christine Majerus     | Luxembourg | SD Worx                            | + 7 s      |
| 7e | Elisa Balsamo         | Italie     | Valcar-Travel & Service            | + 8 s      |
| 8e | Lisa Klein            | Allemagne  | Canyon-SRAM Racing                 | + 8 s      |
| 9e | Barbara Guarischi     | Italie     | Movistar Team                      | + 8 s      |
| 10e | Charlotte Kool        | Pays-Bas   | NXTG Racing                        | + 8 s      |

### 1reétape

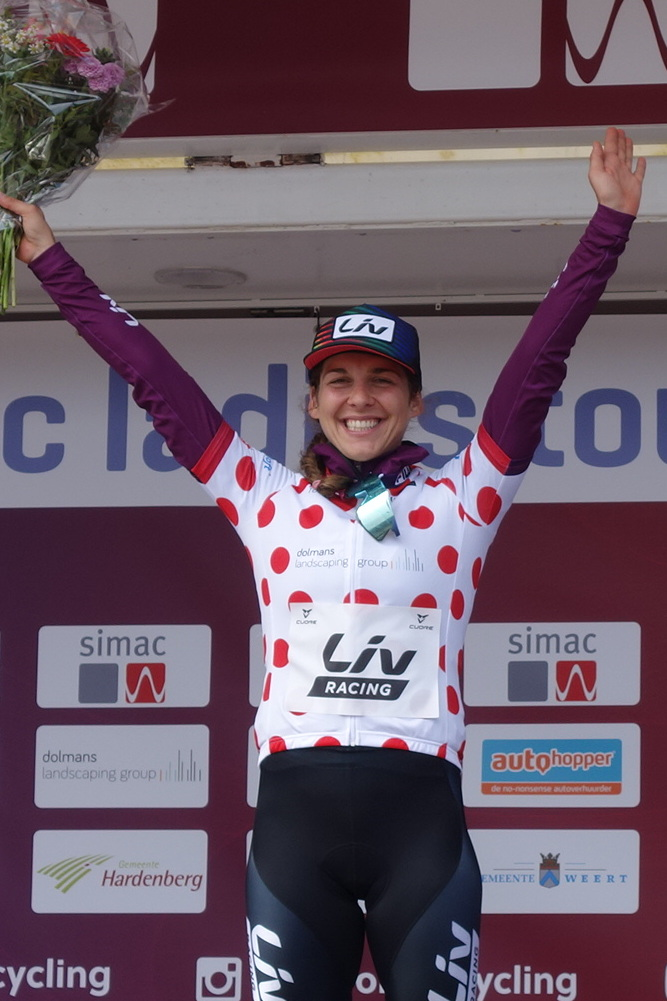
Alison Jackson gagne la première étape

À cent-sept kilomètres de l'arrivée, Alison Jackson attaque. Elle est rejointe huit kilomètres plus loin par Maëlle Grossetête et Nina Buysman. Leur avance atteint deux minutes à soixante-huit kilomètres de la fin. Les équipes de sprinteuses commencent alors la chasse. Grossetête gagne le sprint intermédiaire. À quarante kilomètres de la ligne,  Sanne Bouwmeester part en poursuite seule et est reprise dix kilomètres plus loin. Buysman perd le contact sur ses compagnons d'échappée aux dix kilomètres. Le duo de tête se dispute la victoire au sprint. Alison Jackson s'impose et prend la tête du classement général. Lorena Wiebes règle le peloton.
| \| Classement de l'étape \| Classement de l'étape \| Classement de l'étape \| Classement de l'étape \| Classement de l'étape \| \| Coureuse \| Coureuse \| Pays \| Équipe \| Temps \| \| --------------------- \| --------------------- \| --------------------- \| ---------------------------------- \| --------------------- \| \| 1re \| Alison Jackson \| Canada \| Liv Racing \| 3 h 18 min 20 s \| \| 2e \| Maëlle Grossetête \| France \| FDJ-Nouvelle Aquitaine-Futuroscope \| + 0 s \| \| 3e \| Lorena Wiebes \| Pays-Bas \| Team DSM \| + 4 s \| \| 4e \| Marianne Vos \| Pays-Bas \| Jumbo-Visma Women Team \| + 4 s \| \| 5e \| Charlotte Kool \| Pays-Bas \| NXTG Racing \| + 4 s \| \| 6e \| Barbara Guarischi \| Italie \| Movistar Team \| + 4 s \| \| 7e \| Emma Norsgaard \| Danemark \| Movistar Team \| + 4 s \| \| 8e \| Elisa Balsamo \| Italie \| Valcar-Travel & Service \| + 4 s \| \| 9e \| Marta Bastianelli \| Italie \| Alé BTC Ljubljana \| + 4 s \| \| 10e \| Lonneke Uneken \| Pays-Bas \| SD Worx \| + 4 s \| |                   |          |                                    |                 |
| |                   |          |                                    |                 |
| Source : ProCyclingStats |                   |          |                                    |                 |
| Classement de l'étape |                   |          |                                    |                 |
| Coureuse | Coureuse          | Pays     | Équipe                             | Temps           |
| 1re | Alison Jackson    | Canada   | Liv Racing                         | 3 h 18 min 20 s |
| 2e | Maëlle Grossetête | France   | FDJ-Nouvelle Aquitaine-Futuroscope | + 0 s           |
| 3e | Lorena Wiebes     | Pays-Bas | Team DSM                           | + 4 s           |
| 4e | Marianne Vos      | Pays-Bas | Jumbo-Visma Women Team             | + 4 s           |
| 5e | Charlotte Kool    | Pays-Bas | NXTG Racing                        | + 4 s           |
| 6e | Barbara Guarischi | Italie   | Movistar Team                      | + 4 s           |
| 7e | Emma Norsgaard    | Danemark | Movistar Team                      | + 4 s           |
| 8e | Elisa Balsamo     | Italie   | Valcar-Travel & Service            | + 4 s           |
| 9e | Marta Bastianelli | Italie   | Alé BTC Ljubljana                  | + 4 s           |
| 10e | Lonneke Uneken    | Pays-Bas | SD Worx                            | + 4 s           |

| \| Classement général \| Classement général \| Classement général \| Classement général \| Classement général \| \| Coureuse \| Coureuse \| Pays \| Équipe \| Temps \| \| ------------------ \| --------------------- \| ------------------ \| ---------------------------------- \| ------------------ \| \| 1re \| Alison Jackson \| Canada \| Liv Racing \| 3 h 21 min 25 s \| \| 2e \| Marianne Vos \| Pays-Bas \| Jumbo-Visma Women Team \| + 0 s \| \| 3e \| Lorena Wiebes \| Pays-Bas \| Team DSM \| + 3 s \| \| 4e \| Ellen van Dijk \| Pays-Bas \| Trek-Segafredo \| + 5 s \| \| 5e \| Cecilie Uttrup Ludwig \| Danemark \| FDJ-Nouvelle Aquitaine-Futuroscope \| + 6 s \| \| 6e \| Lonneke Uneken \| Pays-Bas \| SD Worx \| + 6 s \| \| 7e \| Christine Majerus \| Luxembourg \| SD Worx \| + 7 s \| \| 8e \| Maëlle Grossetête \| France \| FDJ-Nouvelle Aquitaine-Futuroscope \| + 8 s \| \| 9e \| Elisa Balsamo \| Italie \| Valcar-Travel & Service \| + 8 s \| \| 10e \| Lisa Klein \| Allemagne \| Canyon-SRAM Racing \| + 8 s \| |                       |            |                                    |                 |
| |                       |            |                                    |                 |
| Source : ProCyclingStats |                       |            |                                    |                 |
| Classement général |                       |            |                                    |                 |
| Coureuse | Coureuse              | Pays       | Équipe                             | Temps           |
| 1re | Alison Jackson        | Canada     | Liv Racing                         | 3 h 21 min 25 s |
| 2e | Marianne Vos          | Pays-Bas   | Jumbo-Visma Women Team             | + 0 s           |
| 3e | Lorena Wiebes         | Pays-Bas   | Team DSM                           | + 3 s           |
| 4e | Ellen van Dijk        | Pays-Bas   | Trek-Segafredo                     | + 5 s           |
| 5e | Cecilie Uttrup Ludwig | Danemark   | FDJ-Nouvelle Aquitaine-Futuroscope | + 6 s           |
| 6e | Lonneke Uneken        | Pays-Bas   | SD Worx                            | + 6 s           |
| 7e | Christine Majerus     | Luxembourg | SD Worx                            | + 7 s           |
| 8e | Maëlle Grossetête     | France     | FDJ-Nouvelle Aquitaine-Futuroscope | + 8 s           |
| 9e | Elisa Balsamo         | Italie     | Valcar-Travel & Service            | + 8 s           |
| 10e | Lisa Klein            | Allemagne  | Canyon-SRAM Racing                 | + 8 s           |

### 2eétape

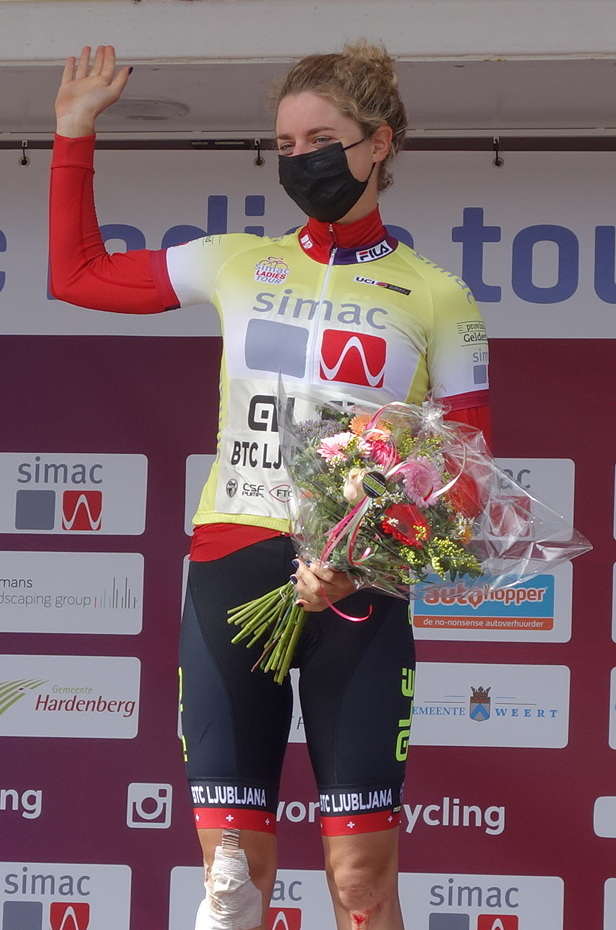
Marlen Reusser gagne le contre-la-montre

Sur ce contre-la-montre, Marlen Reusser s'impose avec dix-huit secondes d'avance sur Ellen van Dijk. La Suissesse prend le maillot de leader du classement général.
| \| Classement de l'étape \| Classement de l'étape \| Classement de l'étape \| Classement de l'étape \| Classement de l'étape \| \| Coureuse \| Coureuse \| Pays \| Équipe \| Temps \| \| --------------------- \| --------------------------- \| --------------------- \| ------------------------- \| --------------------- \| \| 1re \| Marlen Reusser \| Suisse \| Alé BTC Ljubljana \| 20 min 41 s \| \| 2e \| Ellen van Dijk \| Pays-Bas \| Trek-Segafredo \| + 18 s \| \| 3e \| Chantal van den Broek-Blaak \| Pays-Bas \| SD Worx \| + 41 s \| \| 4e \| Lisa Klein \| Allemagne \| Canyon-SRAM Racing \| + 50 s \| \| 5e \| Emma Norsgaard \| Danemark \| Movistar Team \| + 1 min 01 s \| \| 6e \| Demi Vollering \| Pays-Bas \| SD Worx \| + 1 min 18 s \| \| 7e \| Sarah Roy \| Australie \| Team BikeExchange \| + 1 min 28 s \| \| 8e \| Julie Norman Leth \| Danemark \| Ceratizit-WNT Pro Cycling \| + 1 min 28 s \| \| 9e \| Alice Barnes \| Royaume-Uni \| Canyon-SRAM Racing \| + 1 min 30 s \| \| 10e \| Anouska Koster \| Pays-Bas \| Jumbo-Visma Women Team \| + 1 min 31 s \| |                             |             |                           |              |
| |                             |             |                           |              |
| Source : ProCyclingStats |                             |             |                           |              |
| Classement de l'étape |                             |             |                           |              |
| Coureuse | Coureuse                    | Pays        | Équipe                    | Temps        |
| 1re | Marlen Reusser              | Suisse      | Alé BTC Ljubljana         | 20 min 41 s  |
| 2e | Ellen van Dijk              | Pays-Bas    | Trek-Segafredo            | + 18 s       |
| 3e | Chantal van den Broek-Blaak | Pays-Bas    | SD Worx                   | + 41 s       |
| 4e | Lisa Klein                  | Allemagne   | Canyon-SRAM Racing        | + 50 s       |
| 5e | Emma Norsgaard              | Danemark    | Movistar Team             | + 1 min 01 s |
| 6e | Demi Vollering              | Pays-Bas    | SD Worx                   | + 1 min 18 s |
| 7e | Sarah Roy                   | Australie   | Team BikeExchange         | + 1 min 28 s |
| 8e | Julie Norman Leth           | Danemark    | Ceratizit-WNT Pro Cycling | + 1 min 28 s |
| 9e | Alice Barnes                | Royaume-Uni | Canyon-SRAM Racing        | + 1 min 30 s |
| 10e | Anouska Koster              | Pays-Bas    | Jumbo-Visma Women Team    | + 1 min 31 s |

| \| Classement général \| Classement général \| Classement général \| Classement général \| Classement général \| \| Coureuse \| Coureuse \| Pays \| Équipe \| Temps \| \| ------------------ \| --------------------------- \| ------------------ \| ---------------------- \| ------------------ \| \| 1re \| Marlen Reusser \| Suisse \| Alé BTC Ljubljana \| 3 h 42 min 17 s \| \| 2e \| Ellen van Dijk \| Pays-Bas \| Trek-Segafredo \| + 12 s \| \| 3e \| Chantal van den Broek-Blaak \| Pays-Bas \| SD Worx \| + 39 s \| \| 4e \| Lisa Klein \| Allemagne \| Canyon-SRAM Racing \| + 47 s \| \| 5e \| Emma Norsgaard \| Danemark \| Movistar Team \| + 1 min 01 s \| \| 6e \| Demi Vollering \| Pays-Bas \| SD Worx \| + 1 min 19 s \| \| 7e \| Alice Barnes \| Royaume-Uni \| Canyon-SRAM Racing \| + 1 min 29 s \| \| 8e \| Anouska Koster \| Pays-Bas \| Jumbo-Visma Women Team \| + 1 min 29 s \| \| 9e \| Sarah Roy \| Australie \| Team BikeExchange \| + 1 min 31 s \| \| 10e \| Marianne Vos \| Pays-Bas \| Jumbo-Visma Women Team \| + 1 min 34 s \| |                             |             |                        |                 |
| |                             |             |                        |                 |
| Source : ProCyclingStats |                             |             |                        |                 |
| Classement général |                             |             |                        |                 |
| Coureuse | Coureuse                    | Pays        | Équipe                 | Temps           |
| 1re | Marlen Reusser              | Suisse      | Alé BTC Ljubljana      | 3 h 42 min 17 s |
| 2e | Ellen van Dijk              | Pays-Bas    | Trek-Segafredo         | + 12 s          |
| 3e | Chantal van den Broek-Blaak | Pays-Bas    | SD Worx                | + 39 s          |
| 4e | Lisa Klein                  | Allemagne   | Canyon-SRAM Racing     | + 47 s          |
| 5e | Emma Norsgaard              | Danemark    | Movistar Team          | + 1 min 01 s    |
| 6e | Demi Vollering              | Pays-Bas    | SD Worx                | + 1 min 19 s    |
| 7e | Alice Barnes                | Royaume-Uni | Canyon-SRAM Racing     | + 1 min 29 s    |
| 8e | Anouska Koster              | Pays-Bas    | Jumbo-Visma Women Team | + 1 min 29 s    |
| 9e | Sarah Roy                   | Australie   | Team BikeExchange      | + 1 min 31 s    |
| 10e | Marianne Vos                | Pays-Bas    | Jumbo-Visma Women Team | + 1 min 34 s    |

### 3eétape

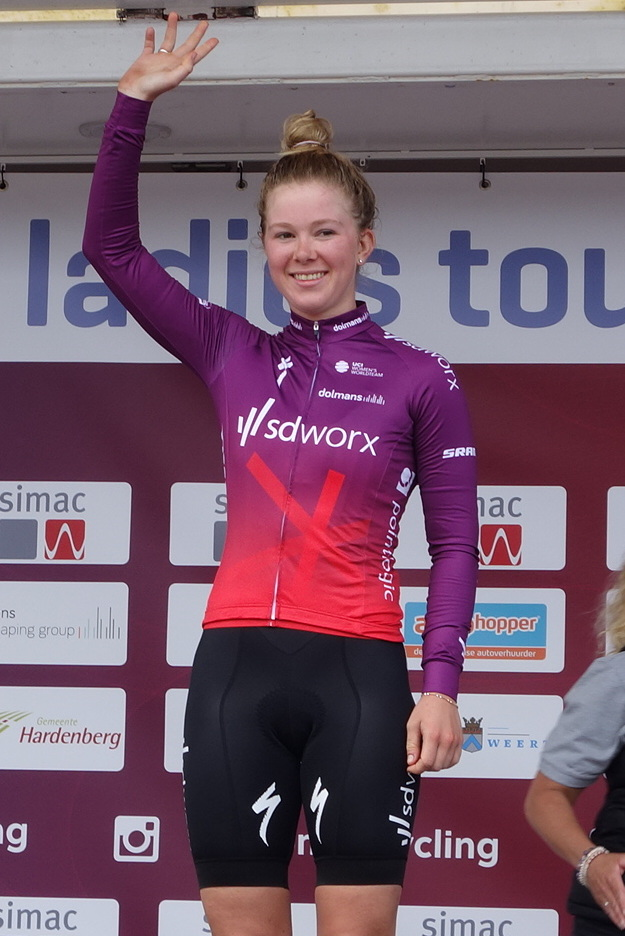
Lonneke Uneken est la plus rapide de la troisième étape

Femke Markus tente de sortir, mais elle est rapidement reprise. À soixante sept kilomètres de l'arrivée, un cassure s'opère dans le peloton. Quinze coureuses sont à l'avant. Elles sont reprises douze kilomètres plus loin.  Quinty Ton et Hanna Nilsson s'échappent, mais le peloton les reprend rapidement. Quinty Ton repart seule et se maintient en tête quelques kilomètres. Aux trente kilomètres, Daniek Hengeveld  attaque et obtient trente secondes d'avance. Janneke Ensing multiplie les offensives, mais on ne la laisse pas partir. Hengeveld  est reprise à quinze kilomètres de la ligne. À sept kilomètres du but, une chute importante a lieu proche de la tête du peloton. Lorena Wiebes, Emma Norsgaard et Chloe Hosking sont notamment retardées, tout comme la leader du classement général Marlen Reusser. Un petit groupe se dispute la victoire et Lonneke Uneken  se montre la plus rapide.
| \| Classement de l'étape \| Classement de l'étape \| Classement de l'étape \| Classement de l'étape \| Classement de l'étape \| \| Coureuse \| Coureuse \| Pays \| Équipe \| Temps \| \| --------------------- \| --------------------------- \| --------------------- \| ----------------------- \| --------------------- \| \| 1re \| Lonneke Uneken \| Pays-Bas \| SD Worx \| 2 h 52 min 41 s \| \| 2e \| Susanne Andersen \| Norvège \| Team DSM \| + 0 s \| \| 3e \| Pfeiffer Georgi \| Royaume-Uni \| Team DSM \| + 0 s \| \| 4e \| Chantal van den Broek-Blaak \| Pays-Bas \| SD Worx \| + 0 s \| \| 5e \| Amy Pieters \| Pays-Bas \| SD Worx \| + 0 s \| \| 6e \| Demi Vollering \| Pays-Bas \| SD Worx \| + 0 s \| \| 7e \| Marta Bastianelli \| Italie \| Alé BTC Ljubljana \| + 14 s \| \| 8e \| Marianne Vos \| Pays-Bas \| Jumbo-Visma Women Team \| + 14 s \| \| 9e \| Chiara Consonni \| Italie \| Valcar-Travel & Service \| + 29 s \| \| 10e \| Amalie Dideriksen \| Danemark \| Trek-Segafredo \| + 29 s \| |                             |             |                         |                 |
| |                             |             |                         |                 |
| Source : ProCyclingStats |                             |             |                         |                 |
| Classement de l'étape |                             |             |                         |                 |
| Coureuse | Coureuse                    | Pays        | Équipe                  | Temps           |
| 1re | Lonneke Uneken              | Pays-Bas    | SD Worx                 | 2 h 52 min 41 s |
| 2e | Susanne Andersen            | Norvège     | Team DSM                | + 0 s           |
| 3e | Pfeiffer Georgi             | Royaume-Uni | Team DSM                | + 0 s           |
| 4e | Chantal van den Broek-Blaak | Pays-Bas    | SD Worx                 | + 0 s           |
| 5e | Amy Pieters                 | Pays-Bas    | SD Worx                 | + 0 s           |
| 6e | Demi Vollering              | Pays-Bas    | SD Worx                 | + 0 s           |
| 7e | Marta Bastianelli           | Italie      | Alé BTC Ljubljana       | + 14 s          |
| 8e | Marianne Vos                | Pays-Bas    | Jumbo-Visma Women Team  | + 14 s          |
| 9e | Chiara Consonni             | Italie      | Valcar-Travel & Service | + 29 s          |
| 10e | Amalie Dideriksen           | Danemark    | Trek-Segafredo          | + 29 s          |

| \| Classement général \| Classement général \| Classement général \| Classement général \| Classement général \| \| Coureuse \| Coureuse \| Pays \| Équipe \| Temps \| \| ------------------ \| --------------------------- \| ------------------ \| ----------------------- \| ------------------ \| \| 1re \| Marlen Reusser \| Suisse \| Alé BTC Ljubljana \| 11 h 19 min 56 s \| \| 2e \| Chantal van den Broek-Blaak \| Pays-Bas \| SD Worx \| + 2 s \| \| 3e \| Ellen van Dijk \| Pays-Bas \| Trek-Segafredo \| + 6 s \| \| 4e \| Lisa Klein \| Allemagne \| Canyon-SRAM Racing \| + 17 s \| \| 5e \| Demi Vollering \| Pays-Bas \| SD Worx \| + 42 s \| \| 6e \| Pfeiffer Georgi \| Royaume-Uni \| Team DSM \| + 50 s \| \| 7e \| Marianne Vos \| Pays-Bas \| Jumbo-Visma Women Team \| + 1 min 17 s \| \| 8e \| Amy Pieters \| Pays-Bas \| SD Worx \| + 1 min 29 s \| \| 9e \| Anouska Koster \| Pays-Bas \| Jumbo-Visma Women Team \| + 1 min 34 s \| \| 10e \| Vittoria Guazzini \| Italie \| Valcar-Travel & Service \| + 1 min 42 s \| |                             |             |                         |                  |
| |                             |             |                         |                  |
| Source : ProCyclingStats |                             |             |                         |                  |
| Classement général |                             |             |                         |                  |
| Coureuse | Coureuse                    | Pays        | Équipe                  | Temps            |
| 1re | Marlen Reusser              | Suisse      | Alé BTC Ljubljana       | 11 h 19 min 56 s |
| 2e | Chantal van den Broek-Blaak | Pays-Bas    | SD Worx                 | + 2 s            |
| 3e | Ellen van Dijk              | Pays-Bas    | Trek-Segafredo          | + 6 s            |
| 4e | Lisa Klein                  | Allemagne   | Canyon-SRAM Racing      | + 17 s           |
| 5e | Demi Vollering              | Pays-Bas    | SD Worx                 | + 42 s           |
| 6e | Pfeiffer Georgi             | Royaume-Uni | Team DSM                | + 50 s           |
| 7e | Marianne Vos                | Pays-Bas    | Jumbo-Visma Women Team  | + 1 min 17 s     |
| 8e | Amy Pieters                 | Pays-Bas    | SD Worx                 | + 1 min 29 s     |
| 9e | Anouska Koster              | Pays-Bas    | Jumbo-Visma Women Team  | + 1 min 34 s     |
| 10e | Vittoria Guazzini           | Italie      | Valcar-Travel & Service | + 1 min 42 s     |

### 4eétape

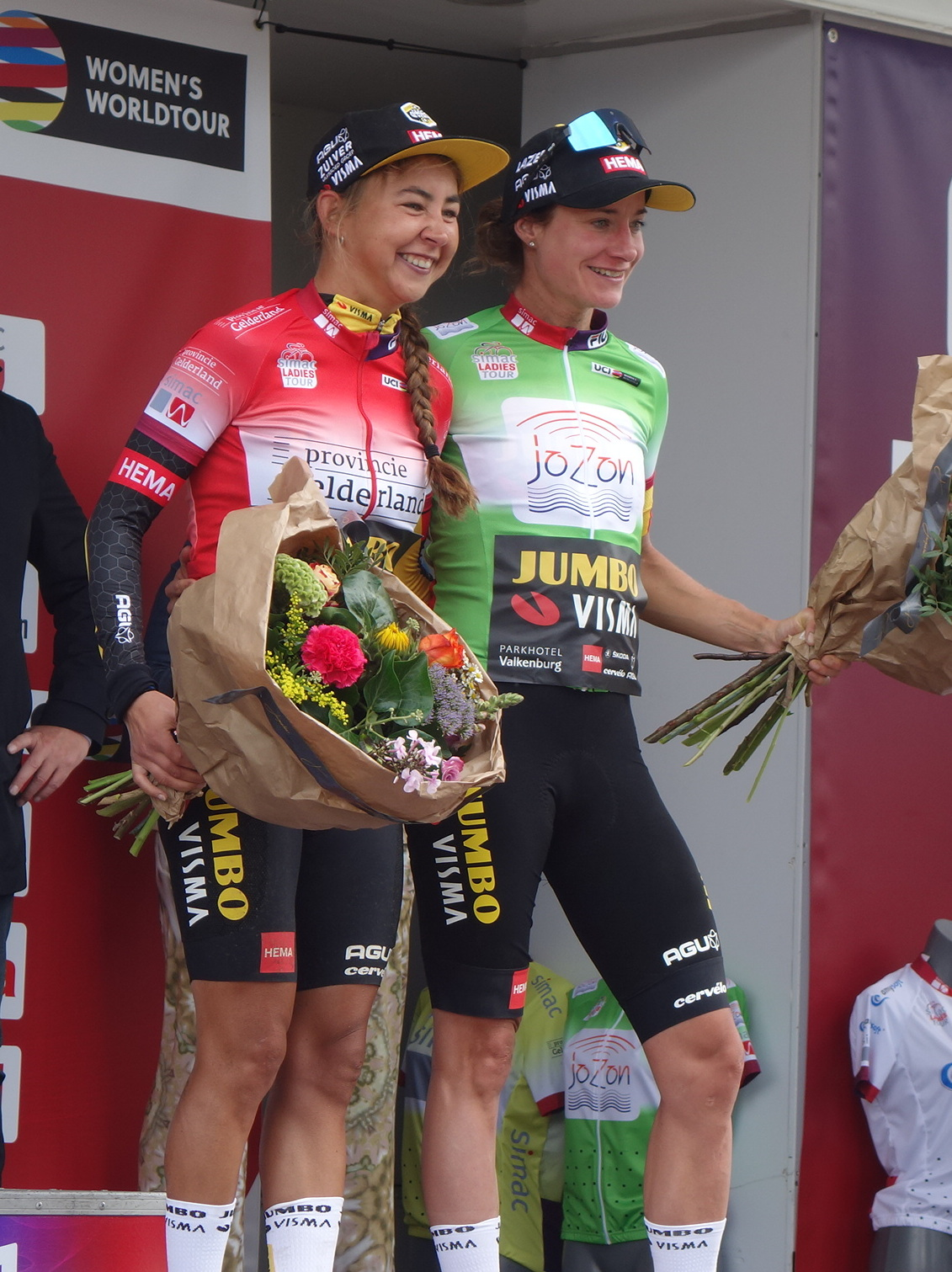
Marianne Vos est de nouveau vainqueur de la quatrième étape

À la suite de la chute de la veille de nombreuses coureuses doivent abandonner l'épreuve. En sus, la formation Ceratizit-WNT a détecté un cas positif au Covid en son sein et doit donc se retirer de la course au complet. Le premier sprint intermédiaire est remporté par Chantal Blaak, deuxième du classement général. À cent trente kilomètres de l'arrivée, des bordures se forment dans le peloton laissant un groupe de trente coureuses en tête.  Anouska Koster part dix kilomètres plus loin alors que la pluie se met à tomber. Son avance atteint deux minutes. Les conditions météo provoque une sélection dans le peloton, qui n'est plus de onze favorites. À trente kilomètres de l'arrivée, Katarzyna Niewiadoma passe à l'offensive. Elle est suivie par Chantal Blaak et Marianne Vos. Sur l'impulsion, Anouska Koster est reprise. Marlen Reusser et Marta Bastianelli chasse derrière l'échappée qui prend rapidement cinquante secondes d'avance. Aux deux kilomètres, Katarzyna Niewiadoma attaque, mais le groupe se reforme. La Polonaise accélère de nouveau dans la côte, mais de nouveau les deux autres coureuses reviennent. Marianne Vos lance le sprint et s'impose. Chantal Blaak prend la tête du classement général.
| \| Classement de l'étape \| Classement de l'étape \| Classement de l'étape \| Classement de l'étape \| Classement de l'étape \| \| Coureuse \| Coureuse \| Pays \| Équipe \| Temps \| \| --------------------- \| --------------------------- \| --------------------- \| ---------------------------------- \| --------------------- \| \| 1re \| Marianne Vos \| Pays-Bas \| Jumbo-Visma Women Team \| 4 h 15 min 08 s \| \| 2e \| Katarzyna Niewiadoma \| Pologne \| Canyon-SRAM Racing \| + 2 s \| \| 3e \| Chantal van den Broek-Blaak \| Pays-Bas \| SD Worx \| + 2 s \| \| 4e \| Amy Pieters \| Pays-Bas \| SD Worx \| + 17 s \| \| 5e \| Demi Vollering \| Pays-Bas \| SD Worx \| + 17 s \| \| 6e \| Marta Bastianelli \| Italie \| Alé BTC Ljubljana \| + 17 s \| \| 7e \| Alison Jackson \| Canada \| Liv Racing \| + 17 s \| \| 8e \| Pfeiffer Georgi \| Royaume-Uni \| Team DSM \| + 19 s \| \| 9e \| Eugénie Duval \| France \| FDJ-Nouvelle Aquitaine-Futuroscope \| + 19 s \| \| 10e \| Ella Harris \| Nouvelle-Zélande \| Canyon-SRAM Racing \| + 21 s \| |                             |                  |                                    |                 |
| |                             |                  |                                    |                 |
| Source : ProCyclingStats |                             |                  |                                    |                 |
| Classement de l'étape |                             |                  |                                    |                 |
| Coureuse | Coureuse                    | Pays             | Équipe                             | Temps           |
| 1re | Marianne Vos                | Pays-Bas         | Jumbo-Visma Women Team             | 4 h 15 min 08 s |
| 2e | Katarzyna Niewiadoma        | Pologne          | Canyon-SRAM Racing                 | + 2 s           |
| 3e | Chantal van den Broek-Blaak | Pays-Bas         | SD Worx                            | + 2 s           |
| 4e | Amy Pieters                 | Pays-Bas         | SD Worx                            | + 17 s          |
| 5e | Demi Vollering              | Pays-Bas         | SD Worx                            | + 17 s          |
| 6e | Marta Bastianelli           | Italie           | Alé BTC Ljubljana                  | + 17 s          |
| 7e | Alison Jackson              | Canada           | Liv Racing                         | + 17 s          |
| 8e | Pfeiffer Georgi             | Royaume-Uni      | Team DSM                           | + 19 s          |
| 9e | Eugénie Duval               | France           | FDJ-Nouvelle Aquitaine-Futuroscope | + 19 s          |
| 10e | Ella Harris                 | Nouvelle-Zélande | Canyon-SRAM Racing                 | + 21 s          |

| \| Classement général \| Classement général \| Classement général \| Classement général \| Classement général \| \| Coureuse \| Coureuse \| Pays \| Équipe \| Temps \| \| ------------------ \| --------------------------- \| ------------------ \| ---------------------- \| ------------------ \| \| 1re \| Chantal van den Broek-Blaak \| Pays-Bas \| SD Worx \| 11 h 19 min 56 s \| \| 2e \| Marlen Reusser \| Suisse \| Alé BTC Ljubljana \| + 2 s \| \| 3e \| Ellen van Dijk \| Pays-Bas \| Trek-Segafredo \| + 6 s \| \| 4e \| Demi Vollering \| Pays-Bas \| SD Worx \| + 17 s \| \| 5e \| Marianne Vos \| Pays-Bas \| Jumbo-Visma Women Team \| + 42 s \| \| 6e \| Pfeiffer Georgi \| Royaume-Uni \| Team DSM \| + 50 s \| \| 7e \| Amy Pieters \| Pays-Bas \| SD Worx \| + 1 min 17 s \| \| 8e \| Alison Jackson \| Canada \| Liv Racing \| + 1 min 29 s \| \| 9e \| Jeanne Korevaar \| Pays-Bas \| Liv Racing \| + 1 min 34 s \| \| 10e \| Marta Bastianelli \| Italie \| Alé BTC Ljubljana \| + 1 min 42 s \| |                             |             |                        |                  |
| |                             |             |                        |                  |
| Source : ProCyclingStats |                             |             |                        |                  |
| Classement général |                             |             |                        |                  |
| Coureuse | Coureuse                    | Pays        | Équipe                 | Temps            |
| 1re | Chantal van den Broek-Blaak | Pays-Bas    | SD Worx                | 11 h 19 min 56 s |
| 2e | Marlen Reusser              | Suisse      | Alé BTC Ljubljana      | + 2 s            |
| 3e | Ellen van Dijk              | Pays-Bas    | Trek-Segafredo         | + 6 s            |
| 4e | Demi Vollering              | Pays-Bas    | SD Worx                | + 17 s           |
| 5e | Marianne Vos                | Pays-Bas    | Jumbo-Visma Women Team | + 42 s           |
| 6e | Pfeiffer Georgi             | Royaume-Uni | Team DSM               | + 50 s           |
| 7e | Amy Pieters                 | Pays-Bas    | SD Worx                | + 1 min 17 s     |
| 8e | Alison Jackson              | Canada      | Liv Racing             | + 1 min 29 s     |
| 9e | Jeanne Korevaar             | Pays-Bas    | Liv Racing             | + 1 min 34 s     |
| 10e | Marta Bastianelli           | Italie      | Alé BTC Ljubljana      | + 1 min 42 s     |

### 5eétape
À cent neuf kilomètres de l'arrivée, Katarzyna Niewiadoma attaque, mais est rapidement reprise par le peloton. À soixante kilomètres de la ligne, un groupe sort. Il s'agit de : Trixi Worrack, Ella Harris, Teniel Campbell, Nina Buysman et Jeanne Korevaar. L'avance culmine à deux minutes. Les formations SD Worx puis DSM mènent la poursuite. À trente kilomètres du but, Campbell est distancée de la tête. Quatorze kilomètres plus loin, Janneke Ensing sort du peloton et opère la jonction sur la tête. Elle est imitée par Mischa Bredewold et Silke Smulders. Dans le dernier tour, Ensing et Harris sont distancées. L'échappée est reprise à trois kilomètres de l'arrivée, Canyon-SRAM menant le peloton. Amalie Dideriksen  lance le sprint, Marianne Vos et Alice Barnes la remontent néanmoins. La Néerlandaise s'impose pour la troisième fois sur l'épreuve.
| \| Classement de l'étape \| Classement de l'étape \| Classement de l'étape \| Classement de l'étape \| Classement de l'étape \| \| Coureuse \| Coureuse \| Pays \| Équipe \| Temps \| \| --------------------- \| --------------------- \| --------------------- \| ---------------------------------- \| --------------------- \| \| 1re \| Marianne Vos \| Pays-Bas \| Jumbo-Visma Women Team \| 3 h 55 min 58 s \| \| 2e \| Alice Barnes \| Royaume-Uni \| Canyon-SRAM Racing \| + 0 s \| \| 3e \| Amy Pieters \| Pays-Bas \| SD Worx \| + 0 s \| \| 4e \| Amalie Dideriksen \| Danemark \| Trek-Segafredo \| + 0 s \| \| 5e \| Alison Jackson \| Canada \| Liv Racing \| + 0 s \| \| 6e \| Pfeiffer Georgi \| Royaume-Uni \| Team DSM \| + 0 s \| \| 7e \| Alicia González \| Espagne \| Movistar Team \| + 0 s \| \| 8e \| Marlen Reusser \| Suisse \| Alé BTC Ljubljana \| + 0 s \| \| 9e \| Clara Copponi \| France \| FDJ-Nouvelle Aquitaine-Futuroscope \| + 0 s \| \| 10e \| Ellen van Dijk \| Pays-Bas \| Trek-Segafredo \| + 3 s \| |                   |             |                                    |                 |
| |                   |             |                                    |                 |
| Source : ProCyclingStats |                   |             |                                    |                 |
| Classement de l'étape |                   |             |                                    |                 |
| Coureuse | Coureuse          | Pays        | Équipe                             | Temps           |
| 1re | Marianne Vos      | Pays-Bas    | Jumbo-Visma Women Team             | 3 h 55 min 58 s |
| 2e | Alice Barnes      | Royaume-Uni | Canyon-SRAM Racing                 | + 0 s           |
| 3e | Amy Pieters       | Pays-Bas    | SD Worx                            | + 0 s           |
| 4e | Amalie Dideriksen | Danemark    | Trek-Segafredo                     | + 0 s           |
| 5e | Alison Jackson    | Canada      | Liv Racing                         | + 0 s           |
| 6e | Pfeiffer Georgi   | Royaume-Uni | Team DSM                           | + 0 s           |
| 7e | Alicia González   | Espagne     | Movistar Team                      | + 0 s           |
| 8e | Marlen Reusser    | Suisse      | Alé BTC Ljubljana                  | + 0 s           |
| 9e | Clara Copponi     | France      | FDJ-Nouvelle Aquitaine-Futuroscope | + 0 s           |
| 10e | Ellen van Dijk    | Pays-Bas    | Trek-Segafredo                     | + 3 s           |

## Classements finals

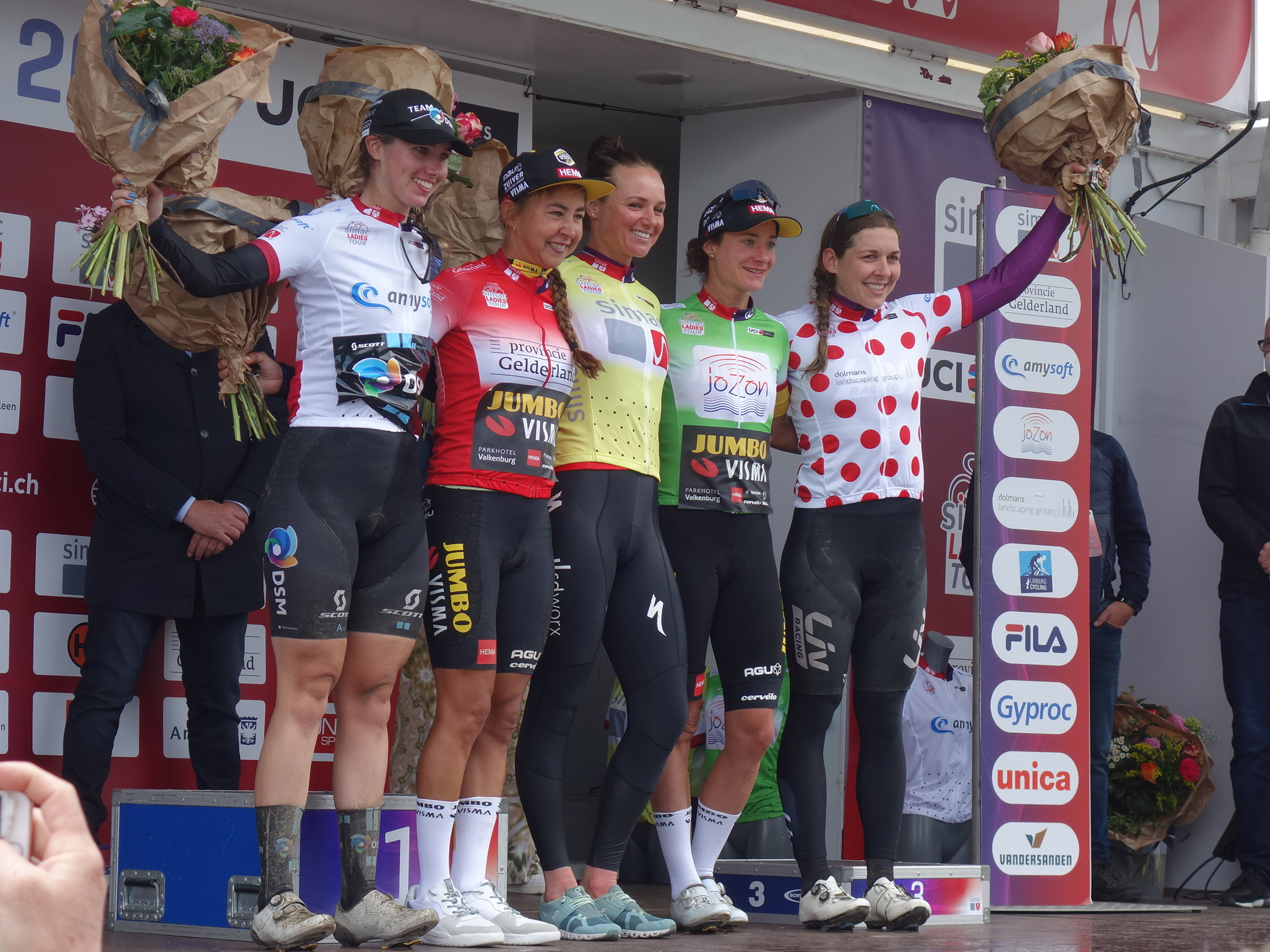
Vainqueurs des différents classements

### Classement général final
| \| Classement général \| Classement général \| Classement général \| Classement général \| Classement général \| \| Coureuse \| Coureuse \| Pays \| Équipe \| Temps \| \| ------------------ \| --------------------------- \| ------------------ \| ---------------------- \| ------------------ \| \| 1re \| Chantal van den Broek-Blaak \| Pays-Bas \| SD Worx \| 14 h 46 min 39 s \| \| 2e \| Marlen Reusser \| Suisse \| Alé BTC Ljubljana \| + 17 s \| \| 3e \| Ellen van Dijk \| Pays-Bas \| Trek-Segafredo \| + 30 s \| \| 4e \| Marianne Vos \| Pays-Bas \| Jumbo-Visma Women Team \| + 51 s \| \| 5e \| Demi Vollering \| Pays-Bas \| SD Worx \| + 1 min 03 s \| \| 6e \| Pfeiffer Georgi \| Royaume-Uni \| Team DSM \| + 1 min 20 s \| \| 7e \| Amy Pieters \| Pays-Bas \| SD Worx \| + 1 min 35 s \| \| 8e \| Alison Jackson \| Canada \| Liv Racing \| + 2 min 05 s \| \| 9e \| Marta Bastianelli \| Italie \| Alé BTC Ljubljana \| + 2 min 39 s \| \| 10e \| Jeanne Korevaar \| Pays-Bas \| Liv Racing \| + 2 min 49 s \| |                             |             |                        |                  |
| |                             |             |                        |                  |
| Source : ProCyclingStats |                             |             |                        |                  |
| Classement général |                             |             |                        |                  |
| Coureuse | Coureuse                    | Pays        | Équipe                 | Temps            |
| 1re | Chantal van den Broek-Blaak | Pays-Bas    | SD Worx                | 14 h 46 min 39 s |
| 2e | Marlen Reusser              | Suisse      | Alé BTC Ljubljana      | + 17 s           |
| 3e | Ellen van Dijk              | Pays-Bas    | Trek-Segafredo         | + 30 s           |
| 4e | Marianne Vos                | Pays-Bas    | Jumbo-Visma Women Team | + 51 s           |
| 5e | Demi Vollering              | Pays-Bas    | SD Worx                | + 1 min 03 s     |
| 6e | Pfeiffer Georgi             | Royaume-Uni | Team DSM               | + 1 min 20 s     |
| 7e | Amy Pieters                 | Pays-Bas    | SD Worx                | + 1 min 35 s     |
| 8e | Alison Jackson              | Canada      | Liv Racing             | + 2 min 05 s     |
| 9e | Marta Bastianelli           | Italie      | Alé BTC Ljubljana      | + 2 min 39 s     |
| 10e | Jeanne Korevaar             | Pays-Bas    | Liv Racing             | + 2 min 49 s     |

### UCI World Tour

#### Points attribués
| Position                  | 1er | 2e  | 3e  | 4e  | 5e  | 6e  | 7e  | 8e  | 9e | 10e | 11e | 12e | 13e | 14e | 15e | 16e à 20e | 21e à 30e | 31e à 40e |  |  |
| Classement général        | 400 | 320 | 260 | 220 | 180 | 140 | 120 | 100 | 80 | 68  | 56  | 48  | 40  | 32  | 28  | 24        | 16        | 8         |  |  |
| Étapes et demi-étapes     | 50  | 40  | 30  | 25  | 20  | 18  | 15  | 10  | 8  | 6   |     |     |     |     |     |           |           |           |  |  |
| Port du maillot de leader | 8   |     |     |     |     |     |     |     |    |     |     |     |     |     |     |           |           |           |  |  |

### Classements annexes
| Classement par points | Classement par points       | Classement par points | Classement par points  | Classement par points |
| Coureuse              | Coureuse                    | Pays                  | Équipe                 | Points                |
| --------------------- | --------------------------- | --------------------- | ---------------------- | --------------------- |
| 1re                   | Marianne Vos                | Pays-Bas              | Jumbo-Visma Women Team | 97 pts                |
| 2e                    | Chantal van den Broek-Blaak | Pays-Bas              | SD Worx                | 56 pts                |
| 3e                    | Ellen van Dijk              | Pays-Bas              | Trek-Segafredo         | 55 pts                |
| 4e                    | Alison Jackson              | Canada                | Liv Racing             | 51 pts                |
| 5e                    | Lonneke Uneken              | Pays-Bas              | SD Worx                | 45 pts                |
| 6e                    | Amy Pieters                 | Pays-Bas              | SD Worx                | 44 pts                |
| 7e                    | Pfeiffer Georgi             | Royaume-Uni           | Team DSM               | 39 pts                |
| 8e                    | Marlen Reusser              | Suisse                | Alé BTC Ljubljana      | 37 pts                |
| 9e                    | Demi Vollering              | Pays-Bas              | SD Worx                | 32 pts                |
| 10e                   | Alice Barnes                | Royaume-Uni           | Canyon-SRAM Racing     | 29 pts                |

| Classement par points | Classement par points       | Classement par points | Classement par points  | Classement par points |
| Coureuse              | Coureuse                    | Pays                  | Équipe                 | Points                |
| --------------------- | --------------------------- | --------------------- | ---------------------- | --------------------- |
| 1re                   | Marianne Vos                | Pays-Bas              | Jumbo-Visma Women Team | 97 pts                |
| 2e                    | Chantal van den Broek-Blaak | Pays-Bas              | SD Worx                | 56 pts                |
| 3e                    | Ellen van Dijk              | Pays-Bas              | Trek-Segafredo         | 55 pts                |
| 4e                    | Alison Jackson              | Canada                | Liv Racing             | 51 pts                |
| 5e                    | Lonneke Uneken              | Pays-Bas              | SD Worx                | 45 pts                |
| 6e                    | Amy Pieters                 | Pays-Bas              | SD Worx                | 44 pts                |
| 7e                    | Pfeiffer Georgi             | Royaume-Uni           | Team DSM               | 39 pts                |
| 8e                    | Marlen Reusser              | Suisse                | Alé BTC Ljubljana      | 37 pts                |
| 9e                    | Demi Vollering              | Pays-Bas              | SD Worx                | 32 pts                |
| 10e                   | Alice Barnes                | Royaume-Uni           | Canyon-SRAM Racing     | 29 pts                |

| Classement de la montagne | Classement de la montagne   | Classement de la montagne | Classement de la montagne | Classement de la montagne |
| Coureuse                  | Coureuse                    | Pays                      | Équipe                    | Points                    |
| ------------------------- | --------------------------- | ------------------------- | ------------------------- | ------------------------- |
| 1re                       | Anouska Koster              | Pays-Bas                  | Jumbo-Visma Women Team    | 29 pts                    |
| 2e                        | Alison Jackson              | Canada                    | Liv Racing                | 19 pts                    |
| 3e                        | Chantal van den Broek-Blaak | Pays-Bas                  | SD Worx                   | 5 pts                     |
| 4e                        | Katarzyna Niewiadoma        | Pologne                   | Canyon-SRAM Racing        | 5 pts                     |
| 5e                        | Marianne Vos                | Pays-Bas                  | Jumbo-Visma Women Team    | 4 pts                     |
| 6e                        | Karlijn Swinkels            | Pays-Bas                  | Jumbo-Visma Women Team    | 4 pts                     |
| 7e                        | Jeanne Korevaar             | Pays-Bas                  | Liv Racing                | 3 pts                     |
| 8e                        | Ella Harris                 | Nouvelle-Zélande          | Canyon-SRAM Racing        | 3 pts                     |
| 9e                        | Femke Markus                | Pays-Bas                  | Parkhotel Valkenburg      | 3 pts                     |
| 10e                       | Teniel Campbell             | Trinité-et-Tobago         | Team BikeExchange         | 3 pts                     |

| Classement de la montagne | Classement de la montagne   | Classement de la montagne | Classement de la montagne | Classement de la montagne |
| Coureuse                  | Coureuse                    | Pays                      | Équipe                    | Points                    |
| ------------------------- | --------------------------- | ------------------------- | ------------------------- | ------------------------- |
| 1re                       | Anouska Koster              | Pays-Bas                  | Jumbo-Visma Women Team    | 29 pts                    |
| 2e                        | Alison Jackson              | Canada                    | Liv Racing                | 19 pts                    |
| 3e                        | Chantal van den Broek-Blaak | Pays-Bas                  | SD Worx                   | 5 pts                     |
| 4e                        | Katarzyna Niewiadoma        | Pologne                   | Canyon-SRAM Racing        | 5 pts                     |
| 5e                        | Marianne Vos                | Pays-Bas                  | Jumbo-Visma Women Team    | 4 pts                     |
| 6e                        | Karlijn Swinkels            | Pays-Bas                  | Jumbo-Visma Women Team    | 4 pts                     |
| 7e                        | Jeanne Korevaar             | Pays-Bas                  | Liv Racing                | 3 pts                     |
| 8e                        | Ella Harris                 | Nouvelle-Zélande          | Canyon-SRAM Racing        | 3 pts                     |
| 9e                        | Femke Markus                | Pays-Bas                  | Parkhotel Valkenburg      | 3 pts                     |
| 10e                       | Teniel Campbell             | Trinité-et-Tobago         | Team BikeExchange         | 3 pts                     |

| Classement du meilleur jeune | Classement du meilleur jeune | Classement du meilleur jeune | Classement du meilleur jeune | Classement du meilleur jeune |
| Coureuse                     | Coureuse                     | Pays                         | Équipe                       | Temps                        |
| ---------------------------- | ---------------------------- | ---------------------------- | ---------------------------- | ---------------------------- |
| 1re                          | Pfeiffer Georgi              | Royaume-Uni                  | Team DSM                     | 14 h 47 min 59 s             |
| 2e                           | Mischa Bredewold             | Pays-Bas                     | Parkhotel Valkenburg         | + 1 min 30 s                 |
| 3e                           | Silke Smulders               | Pays-Bas                     | Lotto Soudal Ladies          | + 2 min 11 s                 |
| 4e                           | Amber van der Hulst          | Pays-Bas                     | Parkhotel Valkenburg         | + 2 min 49 s                 |
| 5e                           | Laura Tomasi                 | Italie                       | Alé BTC Ljubljana            | + 4 min 54 s                 |
| 6e                           | Julia Borgström              | Suède                        | NXTG Racing                  | + 5 min 06 s                 |
| 7e                           | Marta Jaskulska              | Pologne                      | Liv Racing                   | + 5 min 43 s                 |
| 8e                           | Lonneke Uneken               | Pays-Bas                     | SD Worx                      | + 6 min 27 s                 |
| 9e                           | Femke Gerritse               | Pays-Bas                     | Parkhotel Valkenburg         | + 9 min 29 s                 |
| 10e                          | Megan Jastrab                | États-Unis                   | Team DSM                     | + 9 min 36 s                 |

| Classement du meilleur jeune | Classement du meilleur jeune | Classement du meilleur jeune | Classement du meilleur jeune | Classement du meilleur jeune |
| Coureuse                     | Coureuse                     | Pays                         | Équipe                       | Temps                        |
| ---------------------------- | ---------------------------- | ---------------------------- | ---------------------------- | ---------------------------- |
| 1re                          | Pfeiffer Georgi              | Royaume-Uni                  | Team DSM                     | 14 h 47 min 59 s             |
| 2e                           | Mischa Bredewold             | Pays-Bas                     | Parkhotel Valkenburg         | + 1 min 30 s                 |
| 3e                           | Silke Smulders               | Pays-Bas                     | Lotto Soudal Ladies          | + 2 min 11 s                 |
| 4e                           | Amber van der Hulst          | Pays-Bas                     | Parkhotel Valkenburg         | + 2 min 49 s                 |
| 5e                           | Laura Tomasi                 | Italie                       | Alé BTC Ljubljana            | + 4 min 54 s                 |
| 6e                           | Julia Borgström              | Suède                        | NXTG Racing                  | + 5 min 06 s                 |
| 7e                           | Marta Jaskulska              | Pologne                      | Liv Racing                   | + 5 min 43 s                 |
| 8e                           | Lonneke Uneken               | Pays-Bas                     | SD Worx                      | + 6 min 27 s                 |
| 9e                           | Femke Gerritse               | Pays-Bas                     | Parkhotel Valkenburg         | + 9 min 29 s                 |
| 10e                          | Megan Jastrab                | États-Unis                   | Team DSM                     | + 9 min 36 s                 |

| Classement par équipes | Classement par équipes             | Classement par équipes | Classement par équipes |
| Équipe                 | Équipe                             | Pays                   | Temps                  |
| ---------------------- | ---------------------------------- | ---------------------- | ---------------------- |
| 1re                    | SD Worx                            | Pays-Bas               | 44 h 22 min 40 s       |
| 2e                     | Alé BTC Ljubljana                  | Italie                 | + 5 min 22 s           |
| 3e                     | Canyon-SRAM Racing                 | Allemagne              | + 5 min 55 s           |
| 4e                     | Parkhotel Valkenburg               | Pays-Bas               | + 7 min 45 s           |
| 5e                     | Jumbo-Visma                        | Pays-Bas               | + 8 min 37 s           |
| 6e                     | Liv Racing                         | Pays-Bas               | + 9 min 12 s           |
| 7e                     | Lotto Soudal Ladies                | Belgique               | + 12 min 07 s          |
| 8e                     | Team DSM                           | Allemagne              | + 15 min 48 s          |
| 9e                     | FDJ-Nouvelle Aquitaine-Futuroscope | France                 | + 29 min 26 s          |
| 10e                    | Valcar-Travel & Service            | Italie                 | + 31 min 36 s          |

| Classement par équipes | Classement par équipes             | Classement par équipes | Classement par équipes |
| Équipe                 | Équipe                             | Pays                   | Temps                  |
| ---------------------- | ---------------------------------- | ---------------------- | ---------------------- |
| 1re                    | SD Worx                            | Pays-Bas               | 44 h 22 min 40 s       |
| 2e                     | Alé BTC Ljubljana                  | Italie                 | + 5 min 22 s           |
| 3e                     | Canyon-SRAM Racing                 | Allemagne              | + 5 min 55 s           |
| 4e                     | Parkhotel Valkenburg               | Pays-Bas               | + 7 min 45 s           |
| 5e                     | Jumbo-Visma                        | Pays-Bas               | + 8 min 37 s           |
| 6e                     | Liv Racing                         | Pays-Bas               | + 9 min 12 s           |
| 7e                     | Lotto Soudal Ladies                | Belgique               | + 12 min 07 s          |
| 8e                     | Team DSM                           | Allemagne              | + 15 min 48 s          |
| 9e                     | FDJ-Nouvelle Aquitaine-Futuroscope | France                 | + 29 min 26 s          |
| 10e                    | Valcar-Travel & Service            | Italie                 | + 31 min 36 s          |

## Évolution des classements
| Étape              |                             | Vainqueur _    | Classement général          | Classement par points | Meilleure grimpeuse | Meilleure jeune | Meilleure équipe _ |
| ------------------ | --------------------------- | -------------- | --------------------------- | --------------------- | ------------------- | --------------- | ------------------ |
| Prologue           | prologue                    | Marianne Vos   | Marianne Vos                | Marianne Vos          | non attribué        | Lonneke Uneken  | Jumbo-Visma        |
| 1re étape          | étape de plaine             | Alison Jackson | Alison Jackson              | Marianne Vos          | Alison Jackson      | Lorena Wiebes   | Jumbo-Visma        |
| 2e étape           | contre-la-montre individuel | Marlen Reusser | Marlen Reusser              | Ellen van Dijk        | Alison Jackson      | Emma Norsgaard  | SD Worx            |
| 3e étape           | étape de plaine             | Lonneke Uneken | Marlen Reusser              | Marianne Vos          | Alison Jackson      | Pfeiffer Georgi | SD Worx            |
| 4e étape           | étape vallonnée             | Marianne Vos   | Chantal van den Broek-Blaak | Marianne Vos          | Alison Jackson      | Pfeiffer Georgi | SD Worx            |
| 5e étape           | étape de plaine             | Marianne Vos   | Chantal van den Broek-Blaak | Marianne Vos          | Anouska Koster      | Pfeiffer Georgi | SD Worx            |
| Classements finals | Classements finals          |                | Chantal van den Broek-Blaak | Marianne Vos          | Anouska Koster      | Pfeiffer Georgi | SD Worx            |

## Liste des participantes
| Légende                                | Légende                                                                                              | Légende                          | Légende |
| -------------------------------------- | --- | -------------------------------- | --- |
| Num                                    | Dossard de départ porté par la coureuse sur ce Simac Ladies Tour                                     | Pos                              | Position finale au classement général                                                                         |
| Leader du classement général           | Indique la vainqueur du classement général                                                           | Leader du classement par points  | Indique la vainqueur du classement par points                                                                 |
| Leader du classement de la montagne    | Indique la vainqueur du classement de la montagne                                                    | Leader du classement des sprints | Indique la vainqueur du classement des sprints                                                                |
| Leader du classement du meilleur jeune | Indique la vainqueur du classement de la meilleure jeune                                             |                                  | Indique un maillot de champion national ou mondial, suivi de sa spécialité                                    |
| #                                      | Indique la meilleure équipe                                                                          | NP                               | Indique une coureuse qui n'a pas pris le départ d'une étape, suivi du numéro de l'étape où elle s'est retirée |
| AB                                     | Indique une coureuse qui n'a pas terminé une étape, suivi du numéro de l'étape où elle s'est retirée | HD                               | Indique un coureuse qui a terminé une étape hors des délais, suivi du numéro de l'étape                       |
| DSQ                                    | Indique un coureur qui a été disqualifié de la course, suivi du numéro de l'étape                    | *                                | Indique un coureuse en lice pour le classement de la meilleure jeune (coureuses nées après le )               |

| Alé BTC Ljubljana ALE | Alé BTC Ljubljana ALE                  | Alé BTC Ljubljana ALE |
| --------------------- | -------------------------------------- | --------------------- |
| Num                   | Coureuse                               | Pos                   |
| 1                     | Anastasia Chursina (RUS)               | AB-3                  |
| 3                     | Marta Bastianelli (ITA)                | 9e                    |
| 4                     | Laura Tomasi (ITA)                     | 21e                   |
| 5                     | Maaike Boogaard (NED)                  | AB-4                  |
| 6                     | Marlen Reusser (SUI) (route et chrono) | 2e                    |

| Canyon-SRAM Racing CSR | Canyon-SRAM Racing CSR     | Canyon-SRAM Racing CSR |
| ---------------------- | -------------------------- | ---------------------- |
| Num                    | Coureuse                   | Pos                    |
| 11                     | Alice Barnes (GBR)         | 41e                    |
| 12                     | Ella Harris (NZL)          | 18e                    |
| 13                     | Alexis Magner (USA)        | 37e                    |
| 14                     | Lisa Klein (GER)           | 20e                    |
| 15                     | Katarzyna Niewiadoma (POL) | 13e                    |
| 16                     | Hannah Barnes (GBR)        | 29e                    |

| FDJ-Nouvelle Aquitaine-Futuroscope FDJ | FDJ-Nouvelle Aquitaine-Futuroscope FDJ | FDJ-Nouvelle Aquitaine-Futuroscope FDJ |
| -------------------------------------- | -------------------------------------- | -------------------------------------- |
| Num                                    | Coureuse                               | Pos                                    |
| 21                                     | Brodie Chapman (AUS)                   | AB-4                                   |
| 22                                     | Clara Copponi (FRA)                    | 45e                                    |
| 23                                     | Eugénie Duval (FRA)                    | 24e                                    |
| 24                                     | Maëlle Grossetête (FRA)                | 42e                                    |
| 25                                     | Cecilie Uttrup Ludwig (DEN)            | AB-4                                   |

| Liv Racing LIV | Liv Racing LIV        | Liv Racing LIV |
| -------------- | --------------------- | -------------- |
| Num            | Coureuse              | Pos            |
| 31             | Valerie Demey (BEL)   | 34e            |
| 32             | Alison Jackson (CAN)  | 8e             |
| 33             | Marta Jaskulska (POL) | 23e            |
| 35             | Jeanne Korevaar (NED) | 10e            |
| 36             | Evy Kuijpers (NED)    | 46e            |

| Movistar Team MOV | Movistar Team MOV             | Movistar Team MOV |
| ----------------- | ----------------------------- | ----------------- |
| Num               | Coureuse                      | Pos               |
| 41                | Barbara Guarischi (ITA)       | NP-4              |
| 42                | Jelena Erić (SRB) (route)     | AB-4              |
| 43                | Alicia González (ESP)         | 35e               |
| 44                | Gloria Rodríguez (ESP)        | AB-5              |
| 45                | Aude Biannic (FRA)            | NP-1              |
| 46                | Emma Norsgaard (DEN) (chrono) | AB                |

| Team BikeExchange BEX | Team BikeExchange BEX                    | Team BikeExchange BEX |
| --------------------- | ---------------------------------------- | --------------------- |
| Num                   | Coureuse                                 | Pos                   |
| 51                    | Janneke Ensing (NED)                     | 19e                   |
| 52                    | Georgia Williams (NZL) (route et chrono) | AB-4                  |
| 53                    | Sarah Roy (AUS) (route)                  | NP-4                  |
| 54                    | Teniel Campbell (TTO)                    | 38e                   |
| 55                    | Jessica Allen (AUS)                      | AB-4                  |

| Team DSM DSM | Team DSM DSM           | Team DSM DSM |
| ------------ | ---------------------- | ------------ |
| Num          | Coureuse               | Pos          |
| 61           | Julia Soek (NED)       | AB-4         |
| 62           | Susanne Andersen (NOR) | 30e          |
| 63           | Megan Jastrab (USA)    | 40e          |
| 64           | Pfeiffer Georgi (GBR)  | 6e           |
| 65           | Leah Kirchmann (CAN)   | 50e          |
| 66           | Lorena Wiebes (NED)    | NP-4         |

| SD Worx SDW | SD Worx SDW                               | SD Worx SDW |
| ----------- | ----------------------------------------- | ----------- |
| Num         | Coureuse                                  | Pos         |
| 71          | Chantal van den Broek-Blaak (NED)         | 1re         |
| 72          | Amy Pieters (NED) (route)                 | 7e          |
| 73          | Elena Cecchini (ITA)                      | AB-3        |
| 74          | Demi Vollering (NED)                      | 5e          |
| 75          | Christine Majerus (LUX) (route et chrono) | AB-3        |
| 76          | Lonneke Uneken (NED)                      | 26e         |

| Trek-Segafredo TFS | Trek-Segafredo TFS              | Trek-Segafredo TFS |
| ------------------ | ------------------------------- | ------------------ |
| Num                | Coureuse                        | Pos                |
| 81                 | Amalie Dideriksen (DEN) (route) | 44e                |
| 82                 | Lauretta Hanson (AUS)           | 51e                |
| 83                 | Chloe Hosking (AUS)             | AB-4               |
| 84                 | Letizia Paternoster (ITA)       | AB-3               |
| 85                 | Ellen van Dijk (NED)            | 3e                 |
| 86                 | Trixi Worrack (GER)             | AB-5               |

| Ceratizit-WNT Pro Cycling WNT | Ceratizit-WNT Pro Cycling WNT   | Ceratizit-WNT Pro Cycling WNT |
| ----------------------------- | ------------------------------- | ----------------------------- |
| Num                           | Coureuse                        | Pos                           |
| 91                            | Kirsten Wild (NED)              | NP-4                          |
| 93                            | Franziska Brauße (GER)          | NP-4                          |
| 94                            | Julie Norman Leth (DEN)         | NP-4                          |
| 95                            | Maria Giulia Confalonieri (ITA) | NP-4                          |
| 96                            | Lea Lin Teutenberg (GER)        | NP-4                          |

| Lotto Soudal Ladies LSL | Lotto Soudal Ladies LSL  | Lotto Soudal Ladies LSL |
| ----------------------- | ------------------------ | ----------------------- |
| Num                     | Coureuse                 | Pos                     |
| 101                     | Danique Braam (NED)      | 27e                     |
| 102                     | Alana Castrique (BEL)    | AB-4                    |
| 103                     | Hanna Nilsson (SWE)      | 16e                     |
| 104                     | Silke Smulders (NED)     | 12e                     |
| 105                     | Jesse Vandenbulcke (BEL) | AB-4                    |
| 106                     | Elise vander Sande (BEL) | 52e                     |

| Valcar-Travel & Service VAL | Valcar-Travel & Service VAL | Valcar-Travel & Service VAL |
| --------------------------- | --------------------------- | --------------------------- |
| Num                         | Coureuse                    | Pos                         |
| 111                         | Eleonora Gasparrini (ITA)   | 48e                         |
| 112                         | Margaux Vigié (FRA)         | 47e                         |
| 113                         | Elisa Balsamo (ITA)         | 14e                         |
| 114                         | Silvia Persico (ITA)        | AB-4                        |
| 115                         | Chiara Consonni (ITA)       | 43e                         |
| 116                         | Vittoria Guazzini (ITA)     | AB-4                        |

| Parkhotel Valkenburg PHV | Parkhotel Valkenburg PHV  | Parkhotel Valkenburg PHV |
| ------------------------ | ------------------------- | ------------------------ |
| Num                      | Coureuse                  | Pos                      |
| 121                      | Amber van der Hulst (NED) | 15e                      |
| 122                      | Femke Markus (NED)        | 25e                      |
| 123                      | Lieke Nooijen (NED)       | AB-4                     |
| 124                      | Mischa Bredewold (NED)    | 11e                      |
| 125                      | Femke Gerritse (NED)      | 39e                      |
| 126                      | Nina Buysman (NED)        | DQ-5                     |

| GT Krush Tunap BPC | GT Krush Tunap BPC       | GT Krush Tunap BPC |
| ------------------ | ------------------------ | ------------------ |
| Num                | Coureuse                 | Pos                |
| 131                | Nienke Wasmus (NED)      | AB-4               |
| 132                | Clara Lundmark (SWE)     | AB-3               |
| 133                | Henrietta Colborne (GBR) | 36e                |
| 134                | Sanne Bouwmeester (NED)  | AB-4               |
| 135                | Daniek Hengeveld (NED)   | AB-4               |
| 136                | Quinty Ton (NED)         | 31e                |

| Jumbo-Visma Women Team TJV | Jumbo-Visma Women Team TJV | Jumbo-Visma Women Team TJV |
| -------------------------- | -------------------------- | -------------------------- |
| Num                        | Coureuse                   | Pos                        |
| 141                        | Teuntje Beekhuis (NED)     | 33e                        |
| 142                        | Karlijn Swinkels (NED)     | 28e                        |
| 143                        | Anouska Koster (NED)       | 32e                        |
| 144                        | Marianne Vos (NED)         | 4e                         |
| 145                        | Pernille Mathiesen (DEN)   | 53e                        |
| 146                        | Romy Kasper (GER)          | 17e                        |

| NXTG Racing NXG | NXTG Racing NXG       | NXTG Racing NXG |
| --------------- | --------------------- | --------------- |
| Num             | Coureuse              | Pos             |
| 151             | Charlotte Kool (NED)  | AB-4            |
| 152             | Julia Borgström (SWE) | 22e             |
| 153             | Maud Rijnbeek (NED)   | AB-5            |
| 154             | Ilse Pluimers (NED)   | 49e             |
| 155             | Britt Knaven (BEL)    | AB-4            |
| 156             | Catalina Soto (CHI)   | NP-4            |

| Alé BTC Ljubljana ALE | Alé BTC Ljubljana ALE                  | Alé BTC Ljubljana ALE |
| --------------------- | -------------------------------------- | --------------------- |
| Num                   | Coureuse                               | Pos                   |
| 1                     | Anastasia Chursina (RUS)               | AB-3                  |
| 3                     | Marta Bastianelli (ITA)                | 9e                    |
| 4                     | Laura Tomasi (ITA)                     | 21e                   |
| 5                     | Maaike Boogaard (NED)                  | AB-4                  |
| 6                     | Marlen Reusser (SUI) (route et chrono) | 2e                    |

| Canyon-SRAM Racing CSR | Canyon-SRAM Racing CSR     | Canyon-SRAM Racing CSR |
| ---------------------- | -------------------------- | ---------------------- |
| Num                    | Coureuse                   | Pos                    |
| 11                     | Alice Barnes (GBR)         | 41e                    |
| 12                     | Ella Harris (NZL)          | 18e                    |
| 13                     | Alexis Magner (USA)        | 37e                    |
| 14                     | Lisa Klein (GER)           | 20e                    |
| 15                     | Katarzyna Niewiadoma (POL) | 13e                    |
| 16                     | Hannah Barnes (GBR)        | 29e                    |

| FDJ-Nouvelle Aquitaine-Futuroscope FDJ | FDJ-Nouvelle Aquitaine-Futuroscope FDJ | FDJ-Nouvelle Aquitaine-Futuroscope FDJ |
| -------------------------------------- | -------------------------------------- | -------------------------------------- |
| Num                                    | Coureuse                               | Pos                                    |
| 21                                     | Brodie Chapman (AUS)                   | AB-4                                   |
| 22                                     | Clara Copponi (FRA)                    | 45e                                    |
| 23                                     | Eugénie Duval (FRA)                    | 24e                                    |
| 24                                     | Maëlle Grossetête (FRA)                | 42e                                    |
| 25                                     | Cecilie Uttrup Ludwig (DEN)            | AB-4                                   |

| Liv Racing LIV | Liv Racing LIV        | Liv Racing LIV |
| -------------- | --------------------- | -------------- |
| Num            | Coureuse              | Pos            |
| 31             | Valerie Demey (BEL)   | 34e            |
| 32             | Alison Jackson (CAN)  | 8e             |
| 33             | Marta Jaskulska (POL) | 23e            |
| 35             | Jeanne Korevaar (NED) | 10e            |
| 36             | Evy Kuijpers (NED)    | 46e            |

| Movistar Team MOV | Movistar Team MOV             | Movistar Team MOV |
| ----------------- | ----------------------------- | ----------------- |
| Num               | Coureuse                      | Pos               |
| 41                | Barbara Guarischi (ITA)       | NP-4              |
| 42                | Jelena Erić (SRB) (route)     | AB-4              |
| 43                | Alicia González (ESP)         | 35e               |
| 44                | Gloria Rodríguez (ESP)        | AB-5              |
| 45                | Aude Biannic (FRA)            | NP-1              |
| 46                | Emma Norsgaard (DEN) (chrono) | AB                |

| Team BikeExchange BEX | Team BikeExchange BEX                    | Team BikeExchange BEX |
| --------------------- | ---------------------------------------- | --------------------- |
| Num                   | Coureuse                                 | Pos                   |
| 51                    | Janneke Ensing (NED)                     | 19e                   |
| 52                    | Georgia Williams (NZL) (route et chrono) | AB-4                  |
| 53                    | Sarah Roy (AUS) (route)                  | NP-4                  |
| 54                    | Teniel Campbell (TTO)                    | 38e                   |
| 55                    | Jessica Allen (AUS)                      | AB-4                  |

| Team DSM DSM | Team DSM DSM           | Team DSM DSM |
| ------------ | ---------------------- | ------------ |
| Num          | Coureuse               | Pos          |
| 61           | Julia Soek (NED)       | AB-4         |
| 62           | Susanne Andersen (NOR) | 30e          |
| 63           | Megan Jastrab (USA)    | 40e          |
| 64           | Pfeiffer Georgi (GBR)  | 6e           |
| 65           | Leah Kirchmann (CAN)   | 50e          |
| 66           | Lorena Wiebes (NED)    | NP-4         |

| SD Worx SDW | SD Worx SDW                               | SD Worx SDW |
| ----------- | ----------------------------------------- | ----------- |
| Num         | Coureuse                                  | Pos         |
| 71          | Chantal van den Broek-Blaak (NED)         | 1re         |
| 72          | Amy Pieters (NED) (route)                 | 7e          |
| 73          | Elena Cecchini (ITA)                      | AB-3        |
| 74          | Demi Vollering (NED)                      | 5e          |
| 75          | Christine Majerus (LUX) (route et chrono) | AB-3        |
| 76          | Lonneke Uneken (NED)                      | 26e         |

| Trek-Segafredo TFS | Trek-Segafredo TFS              | Trek-Segafredo TFS |
| ------------------ | ------------------------------- | ------------------ |
| Num                | Coureuse                        | Pos                |
| 81                 | Amalie Dideriksen (DEN) (route) | 44e                |
| 82                 | Lauretta Hanson (AUS)           | 51e                |
| 83                 | Chloe Hosking (AUS)             | AB-4               |
| 84                 | Letizia Paternoster (ITA)       | AB-3               |
| 85                 | Ellen van Dijk (NED)            | 3e                 |
| 86                 | Trixi Worrack (GER)             | AB-5               |

| Ceratizit-WNT Pro Cycling WNT | Ceratizit-WNT Pro Cycling WNT   | Ceratizit-WNT Pro Cycling WNT |
| ----------------------------- | ------------------------------- | ----------------------------- |
| Num                           | Coureuse                        | Pos                           |
| 91                            | Kirsten Wild (NED)              | NP-4                          |
| 93                            | Franziska Brauße (GER)          | NP-4                          |
| 94                            | Julie Norman Leth (DEN)         | NP-4                          |
| 95                            | Maria Giulia Confalonieri (ITA) | NP-4                          |
| 96                            | Lea Lin Teutenberg (GER)        | NP-4                          |

| Lotto Soudal Ladies LSL | Lotto Soudal Ladies LSL  | Lotto Soudal Ladies LSL |
| ----------------------- | ------------------------ | ----------------------- |
| Num                     | Coureuse                 | Pos                     |
| 101                     | Danique Braam (NED)      | 27e                     |
| 102                     | Alana Castrique (BEL)    | AB-4                    |
| 103                     | Hanna Nilsson (SWE)      | 16e                     |
| 104                     | Silke Smulders (NED)     | 12e                     |
| 105                     | Jesse Vandenbulcke (BEL) | AB-4                    |
| 106                     | Elise vander Sande (BEL) | 52e                     |

| Valcar-Travel & Service VAL | Valcar-Travel & Service VAL | Valcar-Travel & Service VAL |
| --------------------------- | --------------------------- | --------------------------- |
| Num                         | Coureuse                    | Pos                         |
| 111                         | Eleonora Gasparrini (ITA)   | 48e                         |
| 112                         | Margaux Vigié (FRA)         | 47e                         |
| 113                         | Elisa Balsamo (ITA)         | 14e                         |
| 114                         | Silvia Persico (ITA)        | AB-4                        |
| 115                         | Chiara Consonni (ITA)       | 43e                         |
| 116                         | Vittoria Guazzini (ITA)     | AB-4                        |

| Parkhotel Valkenburg PHV | Parkhotel Valkenburg PHV  | Parkhotel Valkenburg PHV |
| ------------------------ | ------------------------- | ------------------------ |
| Num                      | Coureuse                  | Pos                      |
| 121                      | Amber van der Hulst (NED) | 15e                      |
| 122                      | Femke Markus (NED)        | 25e                      |
| 123                      | Lieke Nooijen (NED)       | AB-4                     |
| 124                      | Mischa Bredewold (NED)    | 11e                      |
| 125                      | Femke Gerritse (NED)      | 39e                      |
| 126                      | Nina Buysman (NED)        | DQ-5                     |

| GT Krush Tunap BPC | GT Krush Tunap BPC       | GT Krush Tunap BPC |
| ------------------ | ------------------------ | ------------------ |
| Num                | Coureuse                 | Pos                |
| 131                | Nienke Wasmus (NED)      | AB-4               |
| 132                | Clara Lundmark (SWE)     | AB-3               |
| 133                | Henrietta Colborne (GBR) | 36e                |
| 134                | Sanne Bouwmeester (NED)  | AB-4               |
| 135                | Daniek Hengeveld (NED)   | AB-4               |
| 136                | Quinty Ton (NED)         | 31e                |

| Jumbo-Visma Women Team TJV | Jumbo-Visma Women Team TJV | Jumbo-Visma Women Team TJV |
| -------------------------- | -------------------------- | -------------------------- |
| Num                        | Coureuse                   | Pos                        |
| 141                        | Teuntje Beekhuis (NED)     | 33e                        |
| 142                        | Karlijn Swinkels (NED)     | 28e                        |
| 143                        | Anouska Koster (NED)       | 32e                        |
| 144                        | Marianne Vos (NED)         | 4e                         |
| 145                        | Pernille Mathiesen (DEN)   | 53e                        |
| 146                        | Romy Kasper (GER)          | 17e                        |

| NXTG Racing NXG | NXTG Racing NXG       | NXTG Racing NXG |
| --------------- | --------------------- | --------------- |
| Num             | Coureuse              | Pos             |
| 151             | Charlotte Kool (NED)  | AB-4            |
| 152             | Julia Borgström (SWE) | 22e             |
| 153             | Maud Rijnbeek (NED)   | AB-5            |
| 154             | Ilse Pluimers (NED)   | 49e             |
| 155             | Britt Knaven (BEL)    | AB-4            |
| 156             | Catalina Soto (CHI)   | NP-4            |

## Présentation

### Comité d'organisation
L'épreuve est organisée par la Courage Events situé à Leek. Son directeur est Thijs Rondhuis.

### Règlement de la course

#### Classements et bonifications
Le classement général individuel au temps est calculé par le cumul des temps enregistrés dans chacune des étapes parcourues. Des bonifications et d'éventuelles pénalisations sont incluses dans le calcul du classement. Le coureur qui est premier de ce classement est porteur du maillot jaune. En cas d'égalité au temps, les centièmes de secondes lors des contre-la-montre servent à départager les concurrentes.
Des bonifications sont attribuées dans cette épreuve. L'arrivée des étapes, à l'exception du contre-la-montre, donne dix, six et quatre secondes de bonifications aux trois premières. Les sprints intermédiaires attribuent 3, 2 et 1 secondes de bonifications.

##### Classement par points
Le maillot vert, récompense le classement par points. Celui-ci se calcule selon le classement lors des arrivées d'étape.
Lors d'une arrivée d'étape, les quinze première se voient accorder des points selon le décompte suivant : 25, 20, 16, 14, 12, 10, 9, 8, 7, 6, 5, 4, 3, 2 et 1 point. En cas d'égalité, les coureurs sont prioritairement départagés par le nombre de victoires d'étapes. Si l'égalité persiste, le nombre de victoires à des sprints intermédiaires puis éventuellement la place obtenue au classement général entrent en compte. Pour être classé, un coureur doit avoir terminé la course dans les délais.

##### Classement de la meilleure grimpeuse
Le classement de la meilleure grimpeuse, ou classement des monts, est un classement spécifique basé sur les arrivées au sommet des ascensions répertoriées dans l'ensemble de la course. Elles sont classés en deux catégories. Les ascensions rapportent respectivement 5, 3 et 1 points aux trois premières coureuses. Le premier du classement des monts est détenteur du maillot à pois. En cas d'égalité, les coureurs sont prioritairement départagés par le nombre de premières places aux sommets des ascension de première catégorie, puis de deuxième catégorie. Si l'égalité persiste, le critère suivant est la place obtenue au classement général. Pour être classé, un coureur doit avoir terminé la course dans les délais.

##### Classement de la meilleure jeune
Le classement de la meilleure jeune ne concerne qu'une certaine catégorie de coureuses, celles étant âgées de moins de 23 ans. Ce classement, basé sur le classement général, attribue au premier un maillot blanc.

##### Classement par équipes
Le classement par équipes est calculé en conformité avec le règlement UCI.

##### Classement de la combativité
À l'issue de chaque étape, un jury constitué de la direction de course et de journalistes attribue à la coureuse ayant le plus mérité, le trophée de la combativité. Il est doté symboliquement d'un maillot rouge durant la remise des récompenses, cependant cet habit ne doit pas être porté en course.

##### Répartition des maillots
Chaque coureuse en tête d'un classement est porteuse du maillot ou du dossard distinctif correspondant. Cependant, dans le cas où une coureuse dominerait plusieurs classements, celle-ci ne porte qu'un seul maillot distinctif, selon une priorité de classements. Le classement général au temps est le classement prioritaire, suivi du classement par points, du classement général du meilleur grimpeur et du classement de la meilleure jeune. Si ce cas de figure se produit, le maillot correspondant au classement annexe de priorité inférieure n'est pas porté par celui qui domine ce classement mais par son deuxième.

#### Primes
Le prologue permet de remporter les primes suivantes :
| Position | 1er   | 2e    | 3e    | 4e    | 5e    | 6e    | 7e    | 8e    | 9e    | 10e   |
| Prix     | 600 € | 335 € | 240 € | 215 € | 200 € | 170 € | 140 € | 130 € | 130 € | 130 € |

En sus, les coureuses placées de la 11e à la 15e place gagnent 95 €, celles de la 16e à la 20e place 55 €.
Les autres étapes attribuent :
| Position | 1er   | 2e    | 3e    | 4e    | 5e    | 6e    | 7e    | 8e    | 9e    | 10e   |
| Prix     | 735 € | 440 € | 310 € | 280 € | 265 € | 240 € | 200 € | 170 € | 170 € | 170 € |

En sus, les coureuses placées de la 11e à la 15e place gagnent 110 €, celles de la 16e à la 20e place 80 €.
Le classement général final attribue les sommes suivantes :
| Position | 1er   | 2e    | 3e    | 4e    | 5e    | 6e    | 7e    | 8e    | 9e    | 10e   |
| Prix     | 855 € | 507 € | 358 € | 323 € | 305 € | 274 € | 228 € | 196 € | 196 € | 196 € |

Les coureuses placées de la 11e à la 15e place gagnent 129 €, celles de la 16e à la 20e place 91 €.

#### Prix
Le port de chacun des maillots distinctifs est récompensé par une prime journalière de 50 € pour le maillot orange (classement général) et 25 € pour tous les autres. Le gain final du classement par points, de la meilleure jeune ou de la montagne rapporte :
| Position | 1er  | 2e   | 3e   | 4e   | 5e   | 6e  | 7e  | 8e  | 9e  | 10e |
| Prix     | 75 € | 60 € | 50 € | 25 € | 15 € | 0 € | 0 € | 0 € | 0 € | 0 € |